# Station Givors-Ville
Station Givors - Ville is een spoorwegstation in de Franse gemeente Givors.